# Лейкфілд (Міннесота)
Лейкфілд (англ. Lakefield) — місто (англ. city) в США, в окрузі Джексон штату Міннесота. Населення — 1735 осіб (2020).

## Географія
Лейкфілд розташований за координатами 43°40′40″ пн. ш. 95°10′11″ зх. д. / 43.67778° пн. ш. 95.16972° зх. д. (43.677775, -95.169643).  За даними Бюро перепису населення США в 2010 році місто мало площу 3,32 км², уся площа — суходіл.

## Демографія
Згідно з переписом 2010 року, у місті мешкали 1694 особи в 762 домогосподарствах у складі 462 родин. Густота населення становила 511 особа/км².  Було 838 помешкань (253/км²).
Расовий склад населення:
| - 98,0 % — білих - 0,8 % — чорних або афроамериканців - 0,1 % — азіатів |

До двох чи більше рас належало 0,4 %. Частка іспаномовних становила 2,2 % від усіх жителів.
За віковим діапазоном населення розподілялося таким чином: 22,4 % — особи молодші 18 років, 55,5 % — особи у віці 18—64 років, 22,1 % — особи у віці 65 років та старші. Медіана віку мешканця становила 41,4 року. На 100 осіб жіночої статі у місті припадало 86,6 чоловіків;  на 100 жінок у віці від 18 років та старших — 83,8 чоловіків також старших 18 років.
Середній дохід на одне домашнє господарство  становив 50 888 доларів США (медіана — 44 500), а середній дохід на одну сім'ю — 68 675 доларів (медіана — 67 708). Медіана доходів становила 43 512 долари для чоловіків та 31 140 доларів для жінок. За межею бідності перебувало 8,2 % осіб, у тому числі 8,1 % дітей у віці до 18 років та 7,5 % осіб у віці 65 років та старших.
Цивільне працевлаштоване населення становило 837 осіб. Основні галузі зайнятості: освіта, охорона здоров'я та соціальна допомога — 23,8 %, виробництво — 21,5 %, будівництво — 13,7 %, роздрібна торгівля — 12,5 %.